# Alain Gaillard de Launay
Alain Gaillard, sieur de La Motte et de Launay (né vers 15 février 1653 à Saint-Malo - mort le  6 décembre 1724 à Saint-Père-Marc-en-Poulet), est un maire de Saint-Malo de 1719 à 1722

## Biographie
Alain Gaillard de Launay est le fils de François Gaillard (1613-1687), sieur de Boisjoly et de la Motte-Boisriou, syndic de la communauté de ville de Saint-Malo, et de Françoise Lebreton. Issu d'une famille de négociants armateurs de Saint-Malo, il pratique le commerce à Cadix, et acquiert la charge de conseiller à l'Amirauté de Saint-Malo en octobre 1690. Il est élu maire de 1719 à 1722. 
Il épouse en premières noces le 24 août 1687 Servanne Marie Guillaudeu (né vers 1655 morte avant 1691 sans doute lors d'un accouchement), dont il a un fils, puis le 7 janvier 1691 Marie Des Aages (1670-1715), qui donne naissance à trois filles.

## Source
- André Lespagnol Messieurs de Saint Malo: une élite négociante au temps de Louis XIV Presses Universitaires de Rennes (1997) deux Tomes  (ISBN 2 86 847229 X) p. 850